# Freie Demokratische Partei/Demokratische Partei Saar
Die Freie Demokratische Partei/Demokratische Partei Saar ist eine Partei und der Landesverband Saarland der FDP. Gemäß der Satzung wird bei Wahlen und in der Wahlwerbung nur die Bezeichnung „Freie Demokratische Partei“ geführt.

## Geschichte
Die Demokratische Partei Saar (Kurzbezeichnung: DPS) wurde nach dem Zweiten Weltkrieg im damals selbstständigen Saarprotektorat gegründet. Anfangs bekannte sie sich zur wirtschaftlichen Bindung an Frankreich und politischen Unabhängigkeit gegenüber Deutschland. Da pro-deutsche Parteien zu Wahlen nicht zugelassen wurden, sammelten sich die national-konservativen Kräfte in der DPS, und machten sie zur „deutsch ausgerichteten Opposition“. 1950 übernahm Heinrich Schneider, ehemals Leiter der Saarstelle der NSDAP, die Führung der Partei. Wegen ihrer Unterstützung für einen Anschluss des Saarlandes an die Bundesrepublik Deutschland wurde sie vom im Mai 1951 vom saarländischen Innenministerium unter Edgar Hector (CVP) mit Zustimmung der französischen Protektoratsmacht verboten. Die DPS blieb in der Illegalität weiterhin aktiv und ging gegen die Verbotsverfügung auch gerichtlich vor. Erst im Abstimmungskampf 1955 wurde sie – wie auch CDU Saar und Deutsche Sozialdemokratische Partei – wieder zugelassen. Mit diesen beiden Parteien schloss sie sich während des Abstimmungskampfes über das Saarstatut zum Deutschen Heimat-Bund zusammen. Bei der Landtagswahl 1955 erhielt die DPS 24,2 % der gültigen Stimmen.
Nach dem Anschluss des Saarlandes an die Bundesrepublik Deutschland 1957 schloss sich die DPS als saarländischer Landesverband der FDP an.
Nach der Europawahl in Deutschland 2004 war die FDP/DPS mit Jorgo Chatzimarkakis im Europäischen Parlament und seit der Bundestagswahl 2009 bis zur Bundestagswahl 2013 mit Oliver Luksic im Deutschen Bundestag vertreten. Oliver Luksic vertrat die saarländische FDP auch in der 19. Legislaturperiode von 2017 bis 2021 im Deutschen Bundestag, dem er auch in seiner 20. Legislaturperiode von 2021 bis 2025 wieder angehörte. Im Rahmen der Koalition von SPD, Grünen und FDP hatte Oliver Luksic von Dezember 2021 bis November 2024 das Amt des Parlamentarischen Staatssekretärs im von Volker Wissing geführten Bundesministerium für Verkehr und digitale Infrastruktur inne.

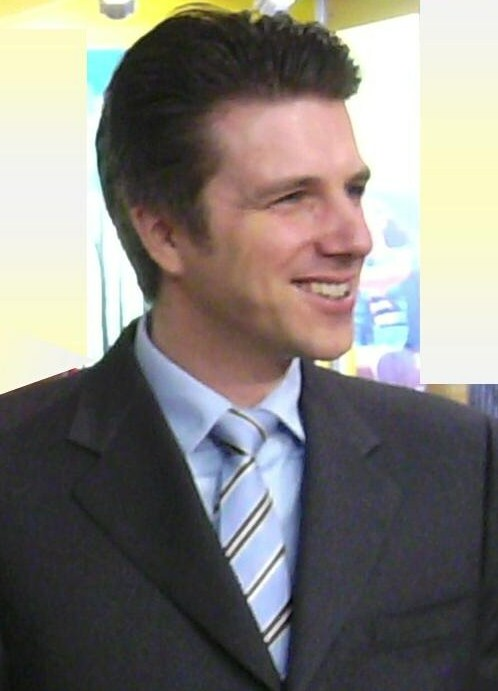
Christoph Hartmann (2011)

Nachdem bei der Landtagswahl im Saarland 2009 die Mehrheitsverhältnisse keine schwarz-gelbe Regierungsmehrheit ergaben, trat die FDP/DPS zusammen mit der CDU und Bündnis 90/Die Grünen in die erste Jamaika-Koalition auf Landesebene ein. Als zweitgrößter Partner stellte die saarländische FDP in dem Dreierbündnis mit Christoph Georg Hartmann den stellvertretenden Ministerpräsidenten und mit Georg Weisweiler einen weiteren Minister. Der Vorsitzende der FDP/DPS Christoph Hartmann und der Vorsitzende der FDP-Landtagsfraktion Horst Hinschberger kündigten am 9. November 2010 den Rückzug von ihren Parteiämtern an, um ein Ende parteiinterner Querelen zu ermöglichen. Hinschbergers Nachfolger Christian Schmitt trat im Dezember 2011 ebenfalls zurück und wurde parteiloses Mitglied der CDU-Landtagsfraktion. Daraufhin zog Christoph Kühn seine Kandidatur für den FDP-Fraktionsvorsitz zurück. Am 6. Januar 2012 wurde von der Ministerpräsidentin des Saarlands Annegret Kramp-Karrenbauer die Koalition für gescheitert erklärt. Als einen Grund nannte sie den „Zustand der Zerrüttung“ der FDP im Saarland. In der Folge musste die FDP/DPS bei der vorgezogenen Neuwahl am 25. März 2012 mit 1,2 % das schlechteste Ergebnis ihrer Geschichte hinnehmen und ist nicht mehr im Landtag des Saarlandes vertreten.
Bei der Landtagswahl im Saarland 2017 erreichte die Partei 3,3 Prozent der Stimmen und damit wiederum kein Mandat. Bei der Landtagswahl im Saarland 2022 wurde der Einzug in den Landtag mit 4,8 Prozent der Stimmen erneut verfehlt.

## Landesvorsitzende

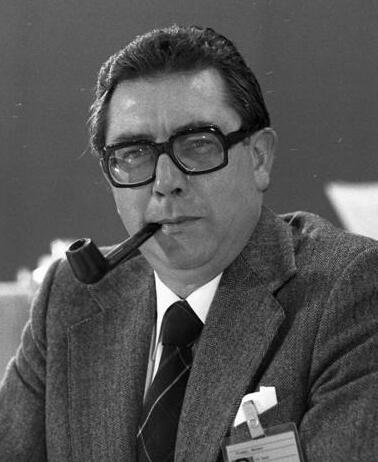
Werner Klumpp (1977)

| Jahre     | Vorsitzender             |
| --------- | ------------------------ |
| 1955–1962 | Heinrich Schneider       |
| 1962–1967 | Paul Simonis             |
| 1967–1970 | Reinhard Koch            |
| 1970–1984 | Werner Klumpp            |
| 1984–1990 | Horst Rehberger          |
| 1990–1991 | Uta Würfel               |
| 1991–1994 | Harald Cronauer          |
| 1994–1998 | Walter Teusch            |
| 1998–2000 | Werner Klumpp            |
| 2000–2002 | Karl-Josef Jochem        |
| 2002–2011 | Christoph Hartmann       |
| 2011–2025 | Oliver Luksic            |
| seit 2025 | Angelika Hießerich-Peter |

## Wahlergebnisse

### Landtagswahlen
| Landtagswahlergebnisse | Landtagswahlergebnisse | Landtagswahlergebnisse | Landtagswahlergebnisse |
| Jahr                   | Stimmen                | Sitze                  |                        |
| ---------------------- | ---------------------- | ---------------------- | ---------------------- |
| 1947                   | 7,6 %                  | 3                      |                        |
| 1952                   | verboten               | verboten               |                        |
| 1955                   | 24,2 %                 | 12 (ab 1956: 13)       |                        |
| 1960                   | 13,8 %                 | 7                      |                        |
| 1965                   | 8,3 %                  | 4                      |                        |
| 1970                   | 4,4 %                  | 0                      |                        |
| 1975                   | 7,4 %                  | 3                      |                        |
| 1980                   | 6,9 %                  | 4                      |                        |
| 1985                   | 10,0 %                 | 5                      |                        |
| 1990                   | 5,6 %                  | 3                      |                        |
| 1994                   | 2,1 %                  | 0                      |                        |
| 1999                   | 2,6 %                  | 0                      |                        |
| 2004                   | 5,2 %                  | 3                      |                        |
| 2009                   | 9,2 %                  | 5                      |                        |
| 2012                   | 1,2 %                  | 0                      |                        |
| 2017                   | 3,3 %                  | 0                      |                        |
| 2022                   | 4,8 %                  | 0                      |                        |

Ergebnisse der FDP/DPS bei Landtagswahlen im Saarland (Stimmenanteile und Mandate)

Siehe auch Landtagswahlen im Saarland

### Bundestagswahlen
- 1957: 18,2 % – 1 Sitz
- 1961: 12,9 % – 1 Sitz
- 1965: 08,6 %
- 1969: 06,7 %
- 1972: 07,1 %
- 1976: 06,6 %
- 1980: 07,8 %
- 1983: 06,0 %
- 1987: 06,9 % – 1 Sitz
- 1990: 06,0 % – 1 Sitz
- 1994: 04,3 %
- 1998: 04,7 %
- 2002: 06,4 % – 1 Sitz
- 2005: 07,4 % – 1 Sitz
- 2009: 11,9 % – 1 Sitz
- 2013: 03,8 %
- 2017: 07,6 % – 1 Sitz
- 2021: 11,5 % – 1 Sitz
- 2025: 04,3 %

## Saarländische Abgeordnete der FDP im Bundestag
Der saarländische Landesverband der FDP ist derzeit mit einem Abgeordneten im Deutschen Bundestag vertreten:
- 1957: Fritz Wedel
- 1957–1965: Heinrich Schneider
- 1987–1994: Uta Würfel
- 2002–2004: Christoph Hartmann
- 2004–2009: Karl Addicks
- 2009–2013 und 2017–2025: Oliver Luksic